# Test de Fagerström
Le test de Fagerström est un test permettant de dépister et de quantifier le niveau de la dépendance au tabac au cours du tabagisme. Il comporte quelques questions portant sur les habitudes de consommation du fumeur. Il est possible d'utiliser ce test pour adapter la prise en charge du sevrage tabagique.

## Historique
Le test de Fagerstöm a été décrit pour la première fois en 1978 par Karl Olov Fagerström sous l'appellation de questionnaire de tolérance, et comportait huit questions. Il a par la suite été modifié (retrait de deux questions et modifications de deux autres) et renommé en test de dépendance à la nicotine en 1991 par Heatherton. En 2012, il a été renommé en test de dépendance à la cigarette par Fagerström sans que le questionnaire soit modifié.

## Description
Le test de Fagerström est composé de six questions  :
- le matin, combien de temps après être réveillé(e) fumez-vous votre première cigarette ?
- trouvez-vous qu'il est difficile de s'abstenir de fumer dans les endroits où c'est interdit ?
- à quelle cigarette renonceriez-vous plus difficilement ?
- combien de cigarettes fumez-vous par jour ?
- fumez-vous à intervalles plus rapprochés durant les premières heures de la matinée que durant le reste de la journée ?
- fumez-vous lorsque vous êtes malade au point de devoir rester au lit presque toute la journée ?

En fonction des réponses données, un score de 0 à 10 est obtenu ; la dépendance est ainsi jugée nulle si le score est de 0 à 2, faible de 3 ou 4, moyenne de 5 ou 6, forte de 7 ou 8 et très forte de 9 ou 10.
Deux questions semblent plus particulièrement importantes et sont parfois regroupées au sein d'un test simplifié : le nombre de cigarettes fumées dans la journée, et le temps écoulé entre le réveil et la première cigarette. Le score obtenu varie de 0 à 6 ; en fonction du résultat, la dépendance est estimée nulle, moyenne ou forte.

## Utilisation
Ce test peut permettre de déterminer l'existence et le niveau de dépendance chez un fumeur, mais sa validité est limitée car il n'évalue pas tous les critères de dépendance. Le risque de rechute après l'arrêt du tabac est plus élevé si le score établi est également élevé.
Chez le fumeur motivé pour s'arrêter, il est possible d'adapter la prise en charge thérapeutique du sevrage en fonction du niveau de dépendance attribué par le test de Fagerström. Par exemple, la décision de prescrire ou non un médicament d'aide à l'arrêt du tabac (comme le substitut nicotinique, le bupropion ou la varénicline) peut dépendre de la mise en évidence ou non d'une dépendance. De même, il est possible de jauger la posologie de substitut nicotinique en fonction du degré de dépendance déterminé par le test.